# Futebol de várzea
Futebol de várzea é uma designação dada ao futebol amador típica do estado de São Paulo, Brasil, por oposição ao futebol profissionalizado ou semi-profissionalizado.
O nome várzea é uma referência ao tipo de campo em que inicialmente as partidas eram disputadas, geralmente campos de terra batida, às margens de rios como o Tietê, por isso chamados "campos de várzea". Nesta época, os campos ainda não eram regulamentados nem tinham algumas regras, como escanteio ou tiro de meta.
O termo futebol de várzea é por vezes usado como uma versão paulista do termo pelada, ainda que a pelada seja mais ampla, podendo abranger também partidas informais, no campo, futebol soçaite, futebol de salão, futebol de areia e futebol de rua, enquanto o futebol de várzea é mais direcionado ao futebol de onze jogadores seguindo as regras da FIFA.
O futebol de várzea também tem sido praticado por mulheres, ainda que esteja menos presente no imaginário popular.